# Siège de Khartoum
 (septembre 2012).
Si vous disposez d'ouvrages ou d'articles de référence ou si vous connaissez des sites web de qualité traitant du thème abordé ici, merci de compléter l'article en donnant les références utiles à sa vérifiabilité et en les liant à la section « Notes et références ».
Guerre des Mahdistes (1881-1899)
Batailles
- Aba
- El Obeid
- Première bataille d'El Teb
- Deuxième bataille d'El Teb
- Tamai
- Trinkitat
- El Eilafun
- Abu Klea
- Abu Kru
- Khartoum
- Kirbekan
- Hashin
- Tofrek
- Ginnis
- Metemma
- Toski
- Agordat
- Barca
- Tokar
- Serobeti
- Agordat
- Kassala
- Gulusit
- 1er Sebderat
- 2e Sebderat
- Mokram
- Tucruf
- Firkat
- Hafir
- Bedden
- Redjaf
- Abu Hamed
- Atbara
- Omdurman
- Fachoda
- Gedaref
- Roseires
- Umm Diwaykarat

Le siège de Khartoum, qui a duré du 13 mars 1884 au 26 janvier 1885, fut un épisode de la guerre coloniale britannique menée au Soudan contre l'insurrection Mahdiste. Il s'achèvera par le massacre de la garnison et d'une partie des habitants, parmi lesquels Gordon Pacha, le général en chef britannique, ce qui provoque la chute du gouvernement à Londres. Le chef des assaillants Muhammad Ahmad ibn Abd Allah Al-Mahdi devient maître du Soudan, mais il meurt à son tour quelques mois plus tard de maladie.

## Histoire
La fondation de la ville de Khartoum en 1823 est suivie en 1874 par l'annexion du Darfour. Mais en 1881, Muhammad Ahmad ibn Abd Allah Al-Mahdi se proclame le Mahdi et prend la tête d’un soulèvement contre les Égyptiens au Soudan. Venues en Égypte en 1882 mater la révolte d'Arabi Pacha, les troupes britanniques y avaient maintenu une présence. Mais l'administration du Soudan était laissée au gouvernement du Khédive. Les rebelles mahdistes obtiennent une première victoire à El Obeid, en novembre 1883, qui leur permet de s'emparer d'une grande quantité d'équipements militaires.
Charles Gordon est alors envoyé au Soudan, dont il avait été gouverneur général pour le Khédive quelques années plus tôt, pour organiser l'évacuation des Égyptiens de Khartoum. En février 1884, accompagné par le colonel Stewart, il fait une entrée triomphale à Khartoum, qu'il doit renoncer à évacuer comme il l'avait initialement prévu, les mahdistes s'étant emparés de la ville de Berber, située en aval. Les forces du Mahdi encerclent Khartoum et coupent le trafic sur le Nil ainsi que le lien télégraphique vers Le Caire, puis massent 30 000 hommes autour de la ville.
Deux sorties, en mars et en septembre, sont des échecs, causant respectivement 200 et 800 morts chez les assiégés, qui sont aussi affamés. Une expédition de secours menée par Sir Garnet Wolseley n'arrive qu'en janvier, subit des attaques, et perd du temps en chemin. À la fin du mois, une armée de 50 000 madhistes s'empare de la ville décimée par la faim. Tous les hommes de la garnison et les 30 000 habitants qui ont survécu aux privations sont décimés, ou réduits en esclavage. Muhammad Ahmad ibn Abd Allah Al-Mahdi contrôle tout le Soudan, sauf une petite enclave sur le bord de la Mer Rouge.
Le premier ministre William Ewart Gladstone est accusé d'avoir fait traîner l'expédition de secours. La reine Victoria lui envoie un télégramme, dans lequel il est qualifié de « G.O.M. » pour « Grand Old Man ». Le texte est porté à la connaissance de la presse qui le change en l'anagramme « M.O.G. » pour « Murderer Of Gordon ». Le gouvernement de William Ewart Gladstone tombe en mars et les Anglais crient vengeance.

## Dans la culture
Le film britannique Khartoum, réalisé par Basil Dearden, sorti en 1966, raconte en deux actes ce qui précède le siège de Khartoum puis le siège lui-même, jusqu'à la mort de Gordon (joué par Charlton Heston).